# Tifariti
Tifariti (arabisch تيفاريتي) ist eine Stadt in der Westsahara und seit 2011 de facto Hauptstadt der Demokratischen Arabischen Republik Sahara. Die Stadt liegt im Nordosten des Gebietes, östlich des Marokkanischen Walls, etwa 140 Kilometer von Smara und 15 Kilometer nördlich der Grenze nach Mauretanien. Tifariti befindet sich, anders als die de jure Hauptstadt El Aaiún, in der Freien Zone der Frente Polisario. Tifariti ist eine kleine Oase in der Hammada. In der Nähe von Tifariti befindet sich eine wichtige archäologische Stätte des Neolithikums.

## Geschichte
Nördlich von Tifariti liegt ein Ort namens Rekeiz. Dort gibt es viele präkambrische Felsen und Höhlen. In den Höhlen gibt es Hunderte von Höhlenmalereien, die als „Sahara-Neolithikum“ bekannt sind.
Tifariti wurde im Jahr 1960 als Kaserne für die spanische Armee gegründet. Tifariti verfügt über eine Universität.

## Galerie

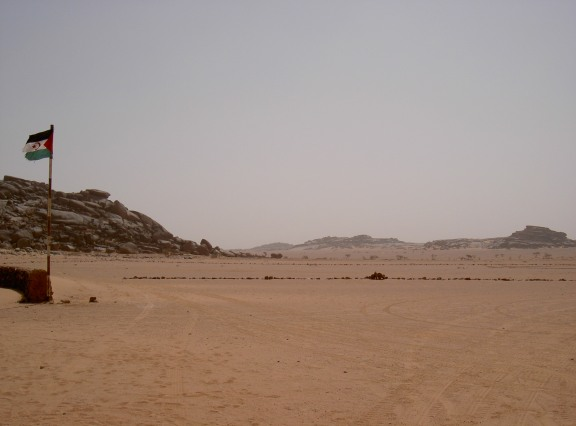
Vor den Toren von Tifariti
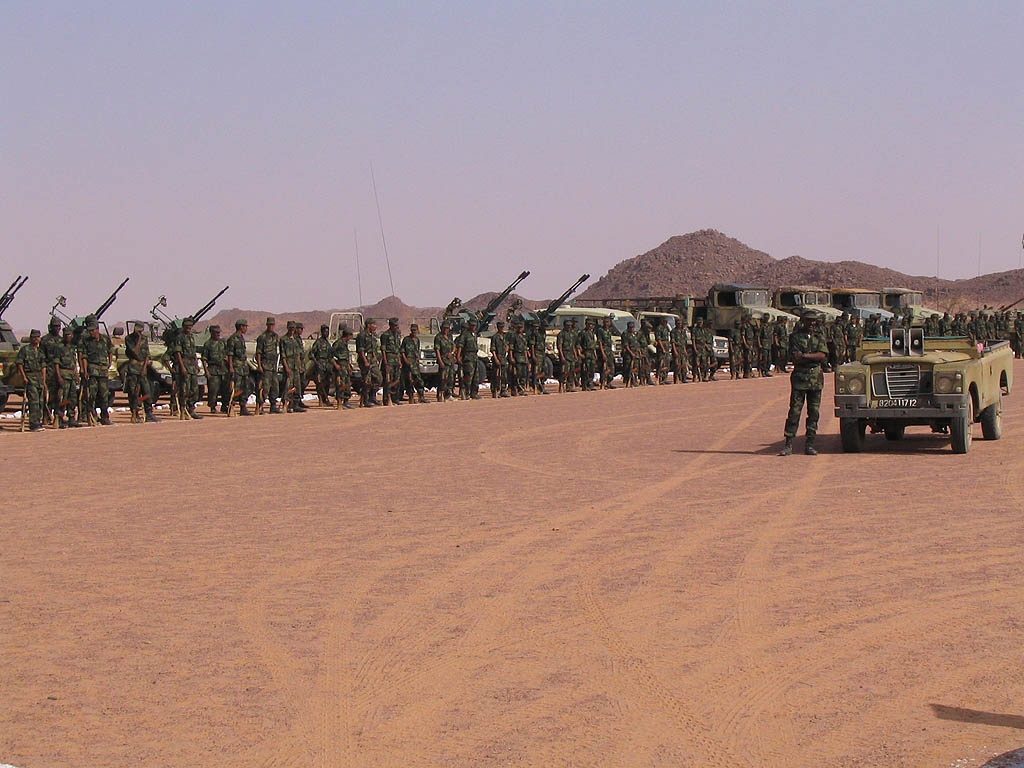
Truppenübungen 2005
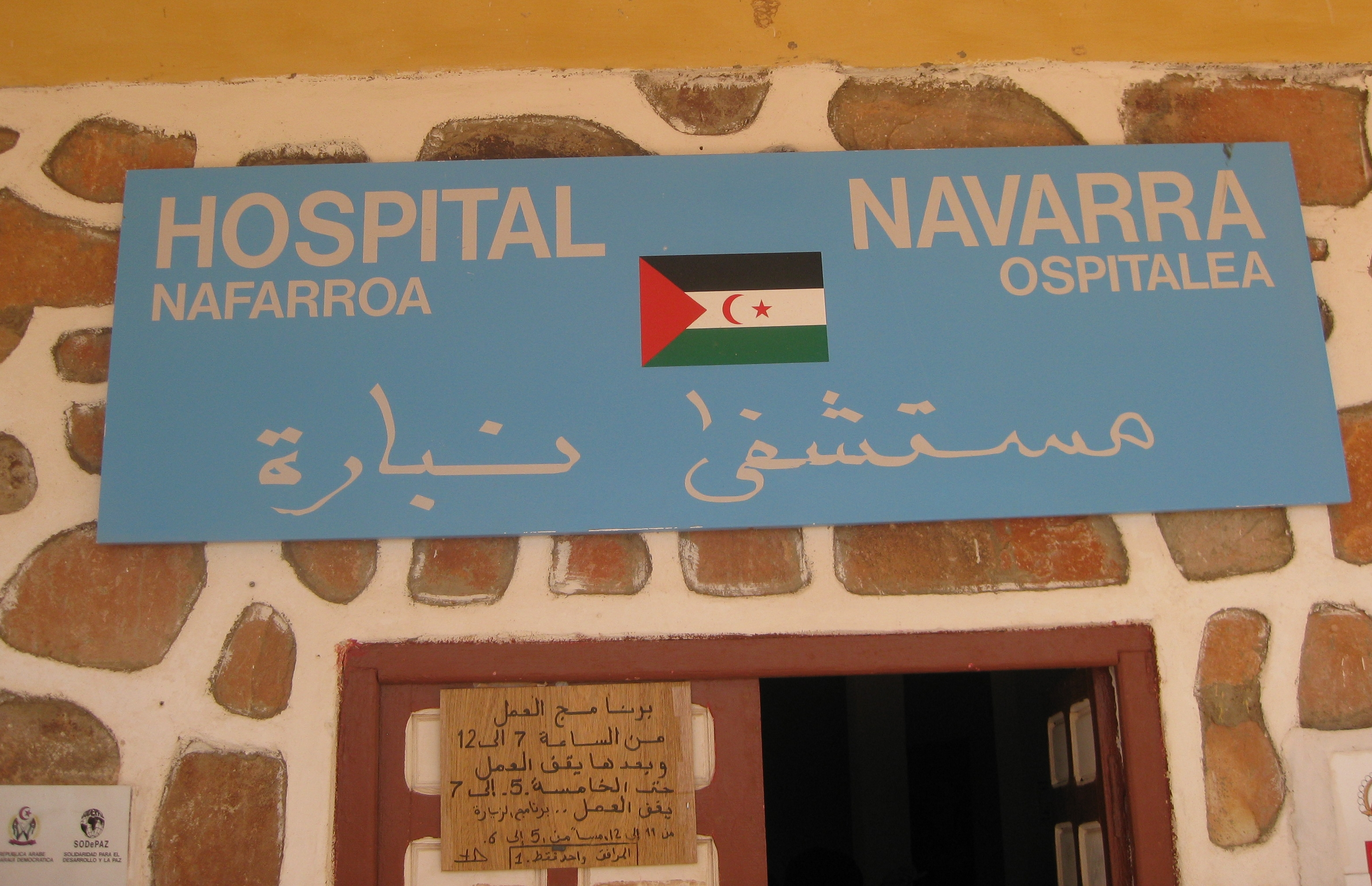
Lokales Krankenhaus

## Partnerschaften
- Muaskar
- Aldaya
- Carmona, seit 2012[7]
- Loro Ciuffenna